# Rhynchina echionalis
Rhynchina echionalis là một loài bướm đêm trong họ Erebidae.